# Харьковецкий сельский совет (Гадячский район)
Харьковецкий сельский совет (укр. Харковецька сільська рада) — входит в состав
Гадячского района
Полтавской области
Украины.
Административный центр сельского совета находится в 
с. Харьковцы.

## История
- 1921 — дата образования.

## Населённые пункты совета
- с. Харьковцы
- с. Бутовическое
- с. Кияшковское
- с. Круглик